# 靳胡
靳胡（きんこ）は、紀元前2世紀の中国、前漢時代の人物である。生年不明、紀元前140年死。汾陽侯で、諡号は康侯。
孝景5年（紀元前152年）、父の靳解の死により、汾陽侯を継いだ。12年後（建元元年、紀元前140年）に絶え、康侯と謚された。断絶の事情は不明である。